# دایملر-بنز دی‌بی ۶۰۲
دایملر-بنز دی‌بی ۶۰۲ (به انگلیسی: Daimler-Benz DB 602) یک موتور هواگرد ساختِ کارخانهٔ دایملر-بنز در کشور آلمان نازی است.